# Bratešići
Bratešići je naselje u Boki kotorskoj, u općini Kotor. 

## Zemljopisni položaj
Naseljeno mjesto Bratešići pruža se na 42°20’50″ sjeverne zemljopisne širine i 18°47′21″ istočne zemljopisne dužine. Spada u mikroregiju Gornji Grbalj, u kojoj su još naselja Dub, Sutvara, Nalježići, Pelinovo, Šišići, Prijeradi, Gorovići, Lastva Grbaljska.

## Stanovništvo

### Nacionalni sastav prema popisu 2003.
- Crnogorci – 11
- Srbi – 30
- Hrvati – 1
- Ostali – 10

## Crkva
- Crkva Svetog Nikole[1]